# 滝口宗長
滝口宗長（たきぐち（の）むねなが、仁安2年（1167年）～承久3年（1221年）6月14日）は、平安時代末期頃の武士。良岑氏流前野氏の始祖とされる前野高長の子。実名は前野宗長であり、前野家2代目当主。滝口宗安の父。滝口武者。

## 滝口宗長

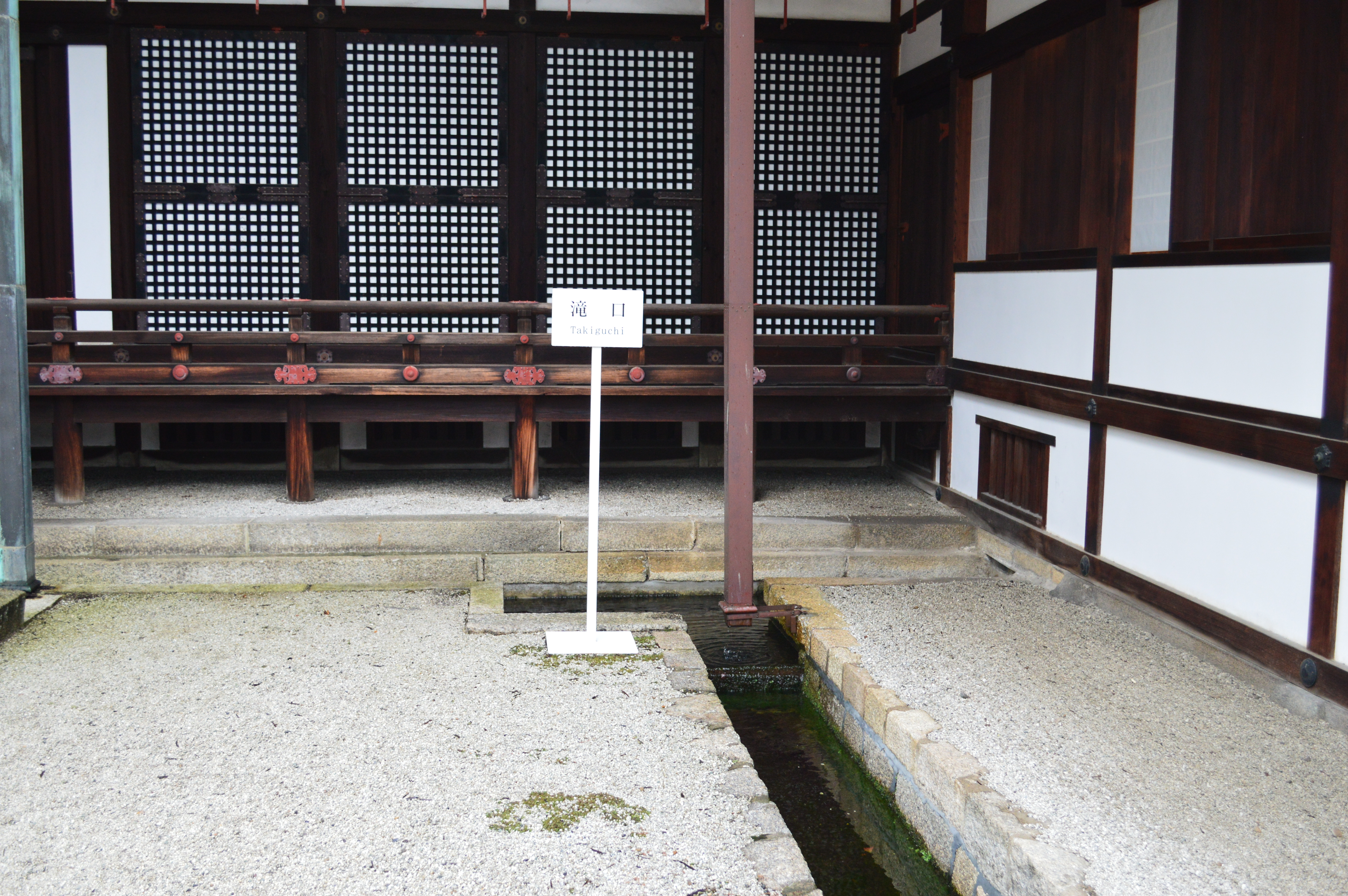
京都御所で復元された滝口

滝口宗長は、尾張国の豪族・良岑氏流前野氏の初代当主である高長の長男として生まれる。初名は前野小二郎。元服して前野右馬入道宗長を名乗る。尾州小弓荘の荘主となった。
叔母が平忠盛の側室となり、平忠度を産んだため、由縁を求めて京都へ移る。平忠盛・忠度親子に仕えることを許され滝口武者へと出世し、承元4年（1210年）3月、帝から勅許を得て滝口姓を名乗る。従兄弟の下野高助や弟の羽黒長高ら一族郎党を率いて京都御所の滝口を本拠とし、御所北門を警護した。
宗長は、前野家で最初に武門の基礎を築き、子の宗安や孫の時綱などが弓術、馬術などを発展させていった。
承久3年6月14日、源有雅に属し宇治にて戦う（承久の乱）が、戦死した。

## 氏族
良岑氏流前野氏は、桓武天皇皇子の良岑安世を始祖とする良岑氏の系統である。良岑高成（立木田高成）の子であり宗長の父である高長が尾張国丹羽郡前野村（現在の愛知県江南市前野町〜大口町辺り）に移り住んで前野を自称し、宗長の孫である前野時綱が正式に前野を名乗ったとされている。
宗長の父の高長の代までは豪族であり、宗長の代から武士の家系となった。

## 子孫
前野家文書『武功夜話』によると宗長は、後の関白豊臣秀次付筆頭家老前野将右衛門長康（坪内光景）や、関ヶ原の戦いで石田三成隊先鋒として戦った前野兵庫助忠康（舞兵庫）の先祖にあたる。また、『水戸黄門』に登場する介さんのモデルとなった佐々宗淳や、るろうに剣心にも登場する新撰組の前野五郎も宗長の子孫である。

## 系譜
- 父：前野左兵衛尉高長
- 母：不詳
- 妻：不詳
  - 男子：前野左兵衛尉宗安（滝口宗安）
  - 男子：原次郎宗近（出家し、土佐坊明俊と号す）
  - 男子：滝口宗俊
  - 男子：原六郎定俊
  - 男子：滝口俊明